# Сент-Оноре (Изер)
Сент-Оноре (фр. Saint-Honoré) — коммуна во Франции, находится в регионе Рона — Альпы. Департамент коммуны — Изер. Входит в состав кантона Матезин-Триев. Округ коммуны — Гренобль.
Код INSEE коммуны — 38396. Население коммуны на 1999 год составляло 779 человек. Населённый пункт находится на высоте от 895 до 2384 метров над уровнем моря. Муниципалитет расположен на расстоянии около 510 км юго-восточнее Парижа, 120 км юго-восточнее Лиона, 27 км южнее Гренобля. Мэр коммуны — Nicole Delpuech, мандат действует на протяжении 2008—2014 гг.
Динамика населения (INSEE):